# ترنیپ هل (پنسیلوانیا)
ترنیپ هل، پنسیلوانیا (به انگلیسی: Turnip Hole, Pennsylvania) یک منطقهٔ مسکونی در ایالات متحده آمریکا است که در پنسیلوانیا واقع شده‌است.

## خصوصیات
ترنیپ هل ۳۵۲٫۹۶ متر بالاتر از سطح دریا واقع شده‌است.